# В тилу ворога (фільм)
В тилу ворога (англ. Ambush) — американський вестерн Сема Вуда 1950 року.

## Сюжет
В 1878 році Ворд Кінсмен, старатель та індійськиї розвідник, був переконаний солдатами кавалерії США знайти Мері Карлайл, дочку генерала, яка була викрадена апачі. Вийшовши на слід з декількома кавалеристами і Енн Дюверел, сестрою Мері, вони проходять через табори апачі в пошуках Мері.

## У ролях
- Роберт Тейлор — Ворд Кінсмен
- Джон Годяк — капітан Бен Лоррісон
- Арлін Дал — Енн Дюверел
- Дон Тейлор — лейтенант Лінус Делані
- Джин Хейген — Марта Конован
- Брюс Коулінг — Том Конован
- Леон Еймс — майор Бріверлі
- Джон МакІнтайр — Франк Холлі
- Пет Моріарті — сержант Мак
- Чарльз Стівенс — Діабліто